# Bus (informática)

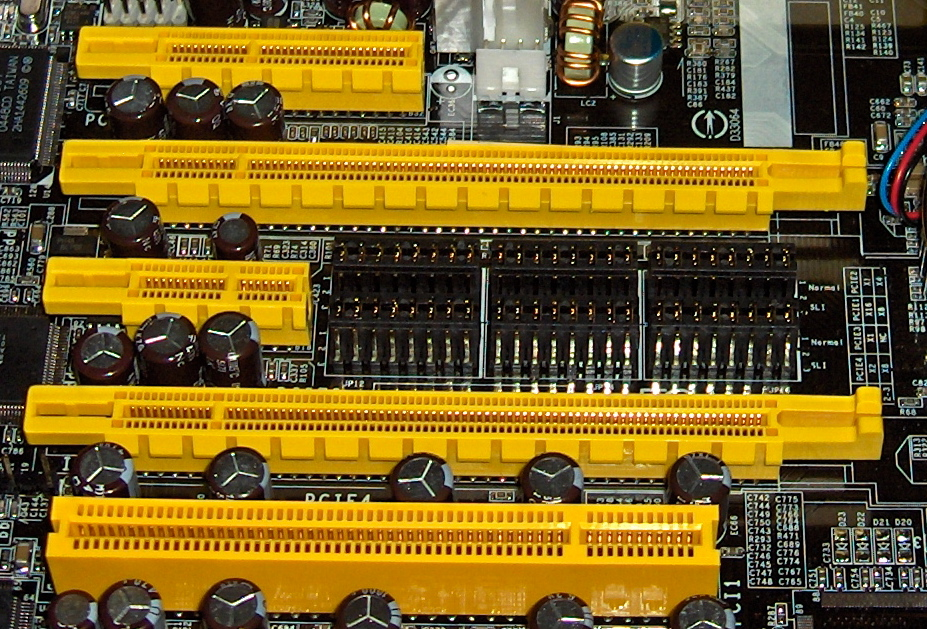
Cuatro ranuras para tarjetas de bus PCI Express (de arriba abajo: × 4, × 16, × 1 y × 16), en comparación con una ranura para tarjeta de bus PCI convencional de 32 bits (en la parte inferior)

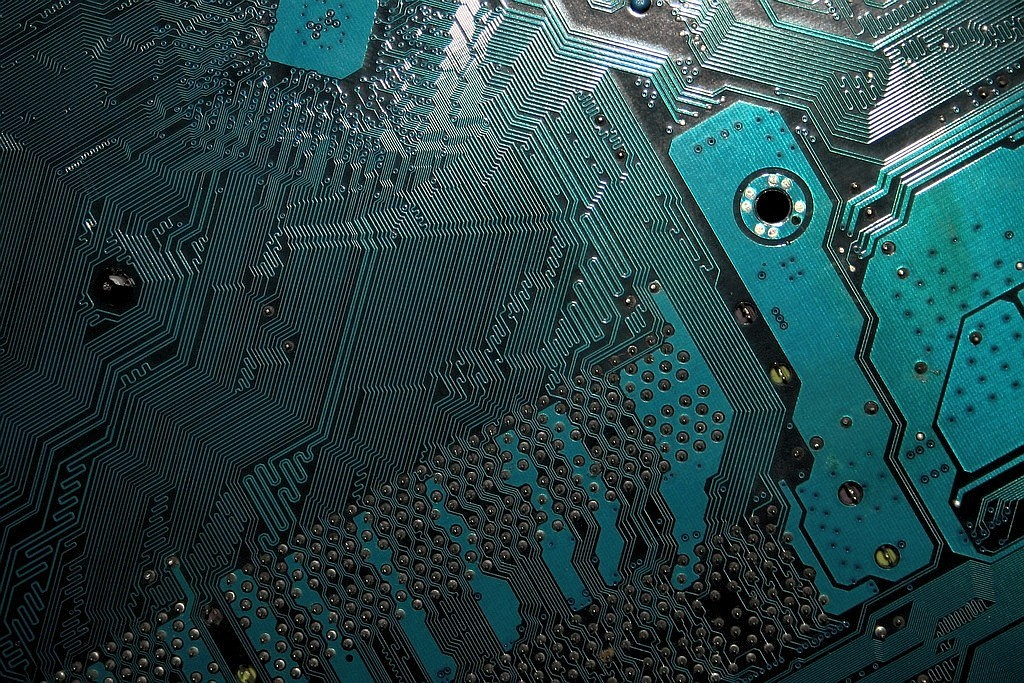
Buses de comunicación en un circuito impreso

En arquitectura de computadores, el bus (o canal) es un sistema digital que transfiere datos entre los componentes de una computadora. Está formado por cables o pistas en un circuito impreso, dispositivos como resistores y condensadores, además de circuitos integrados.
Existen dos tipos de transferencia en los buses:
1. Serie: El bus solamente es capaz de transferir los datos bit a bit. Es decir, el bus tiene un único cable que transmite la información.
2. Paralelo: El bus permite transferir varios bits simultáneamente, por ejemplo 8 bits.

Aunque en primera instancia parece mucho más eficiente la transferencia en paralelo, esta presenta inconvenientes:
1. La frecuencia de reloj en el bus paralelo tiene que ser más reducida.
2. La longitud de los cables que forman el bus está limitada por las posibles interferencias, el ruido y los retardos en la señal.

Además, los modernos buses serie están formados por varios canales: En este caso se transmite por varios buses serie simultáneamente.
En los primeros computadores electrónicos, era muy habitual encontrar buses paralelos, quedando los buses serie dedicados para funciones de menor entidad y dispositivos lentos, como el teclado.
La tendencia en los últimos años es reemplazar los buses paralelos por buses serie (que suelen ser multicanal). Estos son más difíciles de implementar, pero están dejando velocidades de transferencia más elevadas, además de  permitir longitudes de cable mayores.

## Funcionamiento
La función del bus es permitir la conexión lógica entre los diferentes subsistemas que componen el computador. En su mayoría los buses están formados por conductores metálicos por los cuales se transmiten señales eléctricas que son enviadas y recibidas con la ayuda de circuitos integrados que manejan un protocolo   que les permite transmitir datos útiles. Además de los datos el bus transmite otras señales digitales como son las direcciones y señales de control. 
Los buses definen su capacidad de acuerdo a la frecuencia máxima de envío y al ancho de los datos. Por lo general estos valores son inversamente proporcionales: si se tiene una alta frecuencia, el ancho de datos debe ser pequeño. Esto se debe a que la interferencia entre las señales (crosstalk) y la dificultad de sincronizarlas, crecen con la frecuencia, de manera que un bus con pocas señales es menos susceptible a esos problemas y puede funcionar a alta velocidad.
Todos los buses de computador tienen funciones especiales como las interrupciones y las DMA que permiten que un dispositivo periférico acceda a una CPU o a la memoria usando el mínimo de recursos.

### Primera generación

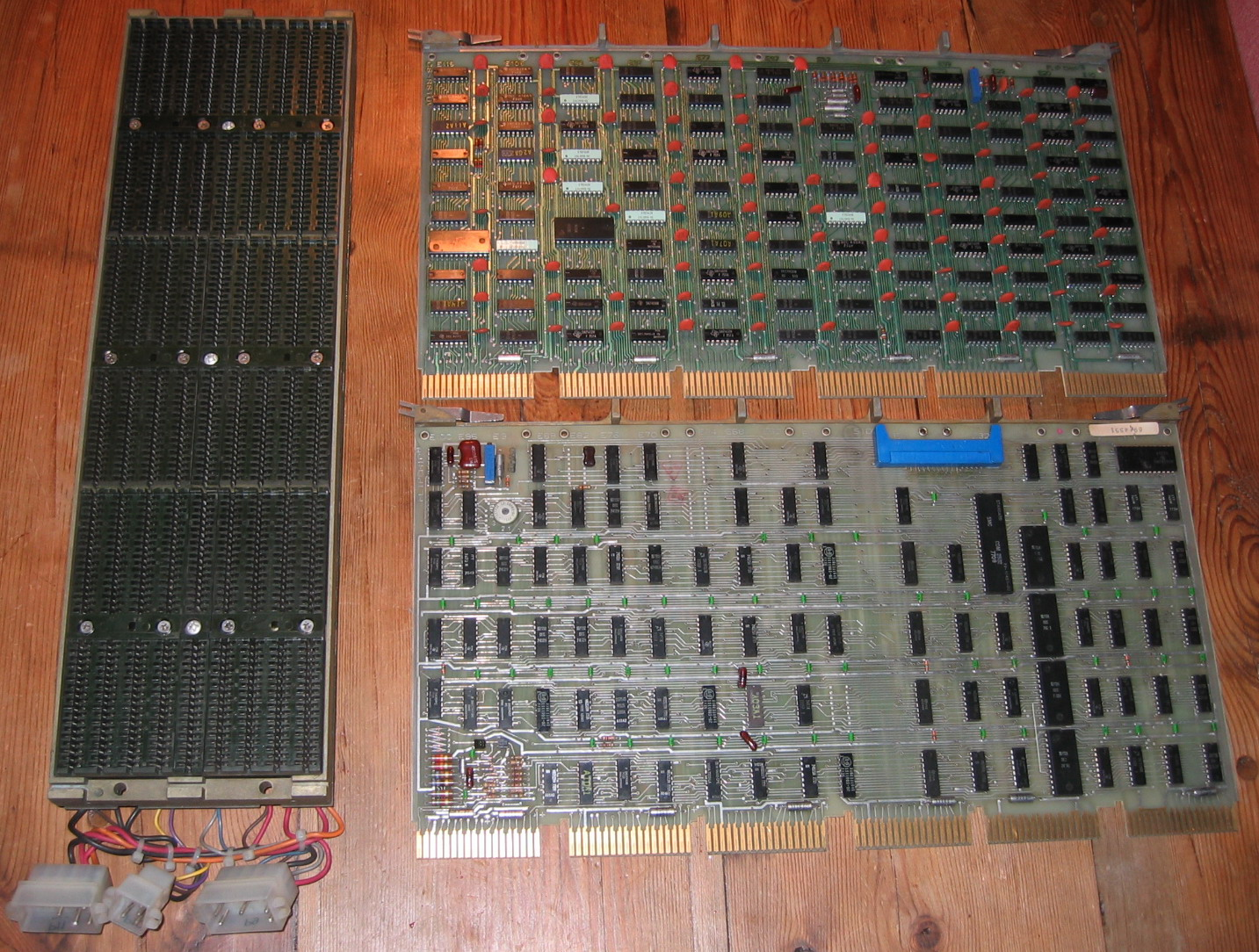
Bus Backplane del PDP-11 junto con algunas tarjetasBus Backplane del PDP-11 junto con algunas tarjetas

Los primeros computadores tenían dos sistemas de buses, uno para la memoria y otro para los demás dispositivos. La CPU tenía que acceder a dos sistemas con instrucciones para cada uno, protocolos y sincronizaciones diferentes.
La empresa DEC notó que el uso de dos buses no era necesario si se combinaban las direcciones de memoria con las de los periféricos en un solo espacio de memoria (mapeo), de manera que la arquitectura se simplificaba ahorrando costos de fabricación en equipos fabricados en masa, como eran los primeros minicomputadores. 
Los primeros microcomputadores se basaban en la conexión de varias tarjetas de circuito impreso a un bus Backplane pasivo que servía de eje al sistema. En ese bus se conectaba la tarjeta de CPU que realiza las funciones de árbitro de las comunicaciones con las demás tarjetas de dispositivo conectadas; las tarjetas incluían la memoria, controladoras de disquete y disco, adaptadores de vídeo. La CPU escribía o leía los datos apuntando a la dirección que tuviera el dispositivo buscado en el espacio único de direcciones haciendo que la información fluyera a través del bus principal.
Entre las implementaciones más conocidas, están los buses Bus S-100 y el Bus ISA usados en varios microcomputadores de las décadas de 1970 y 1980. En ambos, el bus era simplemente una extensión del bus del procesador de manera que funcionaba a la misma frecuencia. Por ejemplo en los sistemas con procesador Intel 80286 el bus ISA tenía 6 u 8 megahercios de frecuencia dependiendo del procesador.

### Segunda generación

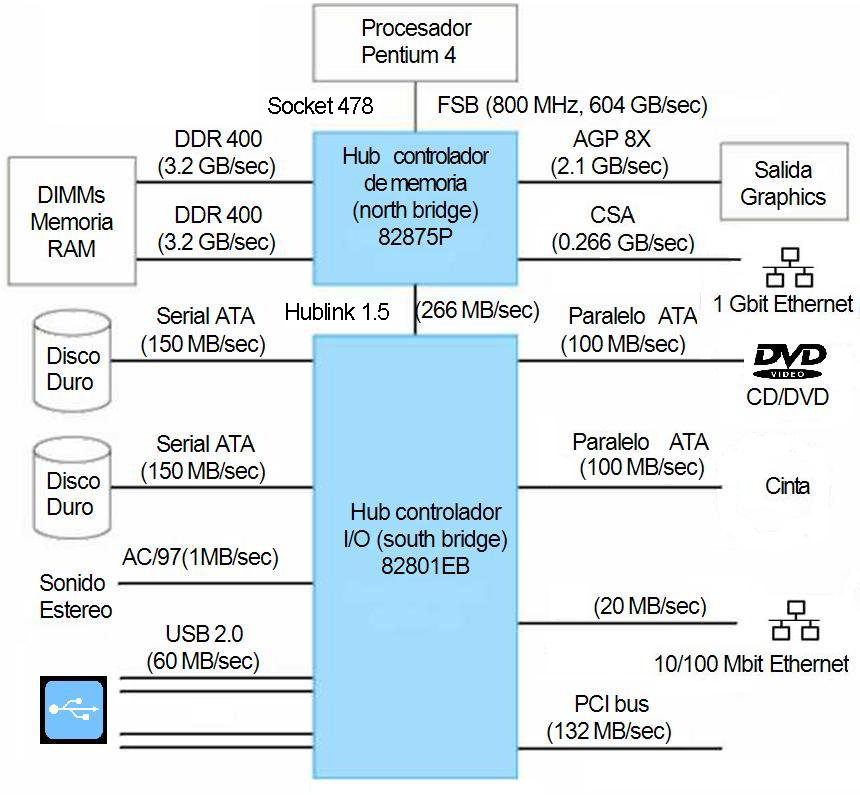
Jerarquía de diversos buses en un equipo relativamente moderno: SATA, FSB, AGP, USB entre otros.

El hecho de que el bus fuera pasivo y que usara la CPU como control, representaba varios problemas para la ampliación y modernización de cualquier sistema con esa arquitectura. Además que la CPU utilizaba una parte considerable de su potencia en controlar el bus.
Desde que los procesadores empezaron a funcionar con frecuencias más altas, se hizo necesario jerarquizar los buses de acuerdo a su frecuencia: se creó el concepto de bus de sistema (conexión entre el procesador y la RAM) y de buses de expansión, haciendo necesario el uso de un chipset. 
El bus ISA utilizado como backplane en el PC IBM original pasó de ser un bus de sistema a uno de expansión, dejando su arbitraje a un integrado del chipset e implementando un bus a una frecuencia más alta para conectar la memoria con el procesador.
En cambio, el bus Nubus era independiente desde su creación, tenía un controlador propio y presentaba una interfaz estándar al resto del sistema, permitiendo su inclusión en diferentes arquitecturas. Fue usado en diversos equipos, incluidos algunos de Apple y se caracterizaba por tener un ancho de 32 bits y algunas capacidades Plug and Play (autoconfiguración), que lo hacían muy versátil y adelantado a su tiempo. Entre otros ejemplos de estos buses autónomos, están el AGP y el bus PCI.

### Tercera generación
Los buses de tercera generación se caracterizan por tener conexiones punto a punto, a diferencia de los buses arriba nombrados en los que se comparten señales de reloj. Esto se logra reduciendo fuertemente el número de conexiones que presenta cada dispositivo usando interfaces seriales. Entonces cada dispositivo puede negociar las características de enlace al inicio de la conexión y en algunos casos de manera dinámica, al igual que sucede en las redes de comunicaciones. Entre los ejemplos más notables, están los buses.

## Tipos de bus
Existen dos tipos que están clasificados por el método de envío de la información: bus paralelo o bus serial.
Hay diferencias en el rendimiento y hasta hace unos años se consideraba que el uso apropiado dependía de la longitud física de la conexión: para cortas distancias el bus paralelo, para largas el serial.

### Bus paralelo
Es un bus en el cual los datos son enviados por bytes al mismo tiempo, con la ayuda de varias líneas que tienen funciones fijas. La cantidad de datos enviada es bastante grande con una frecuencia moderada y es igual al ancho de los datos por la frecuencia de funcionamiento. En los computadores ha sido usado de manera intensiva, desde el bus del procesador, los buses de discos duros, tarjetas de expansión y de vídeo, hasta las impresoras.
El front-side bus de los procesadores Intel es un bus de este tipo y como cualquier bus presenta unas funciones en líneas dedicadas:
- Las líneas de dirección son las encargadas de indicar la posición de memoria o el dispositivo con el que se desea establecer comunicación.
- Las líneas de control son las encargadas de enviar señales de arbitraje entre los dispositivos. Entre las más importantes están las líneas de interrupción, DMA y los indicadores de estado.
- Las líneas de datos transmiten los bits de forma aleatoria de manera que por lo general un bus tiene un ancho que es potencia de 2.

Un bus paralelo tiene conexiones físicas complejas, pero la lógica es sencilla, que lo hace útil en sistemas con poco poder de cómputo. En los primeros microcomputadores, el bus era simplemente la extensión del bus del procesador y los demás integrados "escuchan" las líneas de direcciones, en espera de recibir instrucciones. En el PC IBM original, el diseño del bus fue determinante a la hora de elegir un procesador con I/O de 8 bits (Intel 8088), sobre uno de 16 (el 8086), porque era posible usar hardware diseñado para otros procesadores, abaratando el producto.

### Bus serie
En este los datos son enviados, bit a bit y se reconstruyen por medio de registros o rutinas. Está formado por pocos conductores y su ancho de banda depende de la frecuencia. Aunque originalmente fueron usados para conectar dispositivos lentos (como el teclado o un ratón), actualmente se están usando para conectar dispositivos mucho más rápidos como discos duros, unidades de estado sólido, tarjetas de expansión e incluso para el bus del procesador.

## Buses: de control, de direcciones y de datos

Diagrama de bus backplane como extensión del bus del microprocesador donde se grafican los buses de direcciones, de datos, y de control, que van desde la CPU a la RAM, ROM, E/S y otros.

### Bus de control
El bus de control gobierna el uso y acceso a las líneas de datos y de direcciones. Como éstas líneas están compartidas por todos los componentes, tiene que proveerse de determinados mecanismos que controlen su utilización. Las señales de control transmiten tanto órdenes como información de temporización entre los módulos. Mejor dicho, es el que permite que no haya colisión de información en el sistema.

### Bus de direcciones
La memoria RAM es direccionable, de forma que cada celda de memoria tiene su propia dirección. Las direcciones son un número que selecciona una celda de memoria dentro de la memoria principal o en el espacio de direcciones de la unidad de entrada/salida.
El bus de direcciones es un canal del microprocesador totalmente independiente del bus de datos donde se establece la dirección de memoria del dato en tránsito.
El bus de dirección consiste en el conjunto de líneas eléctricas necesarias para establecer una dirección. La capacidad de la memoria que se puede direccionar depende de la cantidad de bits que conforman el bus de direcciones, siendo 2n el tamaño máximo en bits del banco de memoria que se podrá direccionar con n líneas. Por ejemplo, para direccionar una memoria de 256 bits, son necesarias al menos 8 líneas, pues 28 = 256. Adicionalmente pueden ser necesarias líneas de control para señalar cuándo la dirección está disponible en el bus. Esto depende del diseño del propio bus.

### Bus de datos
El bus de datos permite el intercambio de datos entre la CPU y el resto de unidades.

## Buses multiplexados
Algunos diseños utilizan líneas eléctricas multiplexadas para el bus de direcciones y el bus de datos. Esto significa que un mismo conjunto de líneas eléctricas se comportan unas veces como bus de direcciones y otras veces como bus de datos, pero nunca al mismo tiempo. Una línea de control permite discernir cuál de las dos funciones está activa.